# Masoreus
Masoreus — род жужелиц из подсемейства Cyclosominae.

## Описание
Надкрылья продолговатые, с нежными бороздками. Верхняя часть тела почти голая.

## Систематика
В составе рода:
- Masoreus aegyptiacus Dejean, 1828
- Masoreus affinis Chaudoir, 1843
- Masoreus alticola Wollaston, 1864
- Masoreus orientalis Dejean, 1828
- Masoreus wetterhallii (Gyllenhal, 1813)